# Cuchilla Grande
Cuchilla Grande är en ort i Mexiko.   Den ligger i kommunen Tantoyuca och delstaten Veracruz, i den sydöstra delen av landet, 240 km norr om huvudstaden Mexico City. Cuchilla Grande ligger 100 meter över havet och antalet invånare är 476.
Terrängen runt Cuchilla Grande är platt, och sluttar västerut. Runt Cuchilla Grande är det ganska tätbefolkat, med 72 invånare per kvadratkilometer. Närmaste större samhälle är Tantoyuca, 14,2 km sydost om Cuchilla Grande. Trakten runt Cuchilla Grande består till största delen av jordbruksmark.